# Verein Deutscher Zuckertechniker
Der Verein Deutscher Zuckertechniker (VDZ), gegründet 1891, ist mit ca. 600 Mitgliedern die größte wissenschaftlich-technische Organisation für Zuckertechnologen in Europa. Mehr als 15 % der Mitglieder wohnen außerhalb Deutschlands.

## Geschichte
Auf Anregung des Direktors des Instituts für Zuckerindustrie in Berlin, Alexander Herzfeld, wurde 1891 der 
„Verein akademisch gebildeter Zuckertechniker“ gegründet. Im nächsten Jahr wurde Hermann Claaßen zum Vorsitzenden gewählt; unter seiner Leitung erfolgte die Umbenennung in die heutige Bezeichnung. Da die zur Zeit der Gründung in Deutschland existierenden rund 400 Zuckerfabriken meist weit voneinander entfernt arbeiteten, entstanden ab 1894 Zweigvereine in den verschiedenen Landesteilen. Vor dem Ersten Weltkrieg gab es zehn Zweigvereine, darunter einen Internationalen Zweigverein mit Mitgliedern aus ganz Europa und Übersee. Wichtige Aufgaben des Vereins lagen damals auch in der Stellenvermittlung sowie Unterstützung von Mitgliedern in Notlagen. 1948 wurde der Verein nach dem Zweiten Weltkrieg wieder gegründet. Er ist Mitglied im Deutschen Verband Technisch Wissenschaftlicher Vereine.

## Vereinszweck und Angebote
Der Verein bezweckt die Förderung der technisch-wissenschaftlichen und praktischen Arbeit durch Zusammenschluss der in der und für die Zuckerindustrie wissenschaftlich gebildeten Beschäftigten, und zwar ausschließlich und unmittelbar auf gemeinnütziger Grundlage. Der Verein fördert und pflegt Informations- und Meinungsaustausch aller auf dem Gebiet der Zuckertechnologie und Zuckertechnik tätigen und an der Zuckertechnologie und Zuckertechnik interessierten Personen im In- und Ausland. Er dient und fördert in diesem Personenkreis das gute Zusammenwirken und Zusammenarbeiten auf technisch-wirtschaftlicher Basis.
Dieser Zweck wird durch Tagungen und Versammlungen, durch Veröffentlichungen, durch Aufstellen von Preisaufgaben und Anregungen zu Versuchen zur Lösung wissenschaftlich und technisch wichtiger Fragen aus dem Interessenbereich der Zuckerindustrie, durch Prämierung von wertvollen Arbeiten auf dem Gebiet der Zuckerfabrikation, soweit sie in der Zeitschrift „Zuckerindustrie“ (auch in englischer Sprache als „Sugar Industry“) veröffentlicht sind sowie durch Förderung der Ausbildung des Nachwuchses erfüllt.
Dem Verein hat sich darum bemüht, einheitliche, technisch und wissenschaftlich zutreffende Fachausdrücke nicht nur in der deutschen Sprache festzulegen und zu definieren, sondern auch in weiteren 12 Sprachen in Zusammenarbeit mit ausländischen Mitgliedern.
Der Verein bietet Informationen über neue Entwicklungen der Zuckertechnologie und -wirtschaft und die Fort- und Ausbildung in Berufen aus diesem Bereich durch Teilnahme an den Tagungen des Vereins und durch Kontakte zu Berufskollegen in Europa. Ebenso fördert der Verein eingereichte bzw. veröffentlichte wissenschaftliche Untersuchungen seiner Mitglieder auf dem Gebiet der Zuckerchemie und Zuckertechnik durch Aussetzung von Geldpreisen, die jährlich von einem Fachausschuss geprüft werden. Dieses erfolgt durch den Ausschuss für Forschung und Prüfung von Preisarbeiten.

## Vereinsorganisation und Mitgliedschaft
Es gibt drei Zweigvereine: Nord, Mitte und Süd. Die Geschäfte des Vereins führt der Vorstand, der sich zusammensetzt aus dem Vorsitzenden, den Vorsitzenden der drei Zweigvereine - Zweigverein Nord, Zweigverein Mitte und Zweigverein Süd-, dem Geschäftsführer, dem Beisitzer der Zulieferindustrie und dem ausländischen Vorstandsmitglied.
Die Hauptversammlung findet jährlich im Mai in der Woche vor Himmelfahrt statt. In Europa ist die Hauptversammlung des Vereins Deutscher Zuckertechniker die bedeutendste jährlich stattfindende Zuckertagung im technischen Bereich. Die Vortragsveranstaltung behandelt aktuelle praxisbezogene Themen aus Technik, Technologie und dem zuckerwirtschaftlichen Umfeld. Die Hauptversammlungen der Zweigvereine finden im Frühjahr jeden Jahres in den drei Regionen statt.
Die Mitgliedschaft ist persönlich, ordentliches Mitglied des Vereins kann jeder in der oder für die Zuckerindustrie beschäftigte wissenschaftlich ausgebildete Mitarbeiter werden.

## Internationale Beziehungen
Der VDZ ist international aufgestellt und unterhält seit vielen Jahren Beziehungen zu anderen Organisationen der Zuckertechnik, beispielsweise zu solchen in den USA und in Kanada. Der Verein ist auch gegenüber dem europäischen Ausland geöffnet und kooperiert mit anderen technisch-wissenschaftlichen Organisationen wie der STC dem VDI. Der VDZ ist eines der Gründungsmitglieder des 2007 gegründeten ESST (European Society for Sugar Technology), einer Nachfolgeorganisation des 1949 gegründeten CITS (Commission Internationale Technique du Sucre); in dieser Vereinigung sind nahezu alle europäischen Zuckerproduzenten sowie die meisten Verbände der Zuckerindustrie weltweit zusammengeschlossen. Gemeinsam mit der ESST veranstaltet der VDZ seit 2009 alle zwei Jahre die ESST Conference.